# سي كيه هوتشن القابضة
سي كيه هوتشن القابضة هي شركة متعددة الجنسيات مسجلة في جزر كايمان ومقرها في هونغ كونغ. تم تأسيس الشركة في مارس 2015.
تشتهر الشركة بخمسة شركات أساسية هي الموانئ والخدمات ذات الصلة وتجارة التجزئة والبنية التحتية والطاقة والاتصالات السلكية واللاسلكية، والتي تعمل في أكثر من 50 دولة.